# Frontera entre Israel y Jordania
La frontera entre el Estado de Israel y el Reino Hachemita de Jordania es una frontera cuyo trazado se estableció en el tratado de paz israelí-jordano de 1994. Fija los límites de ambos países en varios cuerpos de agua que la dividen en dos sectores principales:

- Al norte, sigue los últimos kilómetros del curso del río Yarmuk, bordeando el límite sur de los Altos del Golán ocupados por Israel desde 1967, y luego haciendo de frontera con la propia Israel hasta su confluencia con el Jordán. Después, sigue el curso de este río durante unos veinte kilómetros hasta unos kilómetros al sur de la localidad israelí de Beit She'an, donde los acuerdos de Oslo fijaron el límite norte de Cisjordania.

- Al sur, la frontera empieza nuevamente en el límite sur de Cisjordania, en medio del mar Muerto, a la altura de la localidad israelí de Ein Gedi, para después seguir el wadi Aravá hasta el golfo de Áqaba.[2]

## Historia

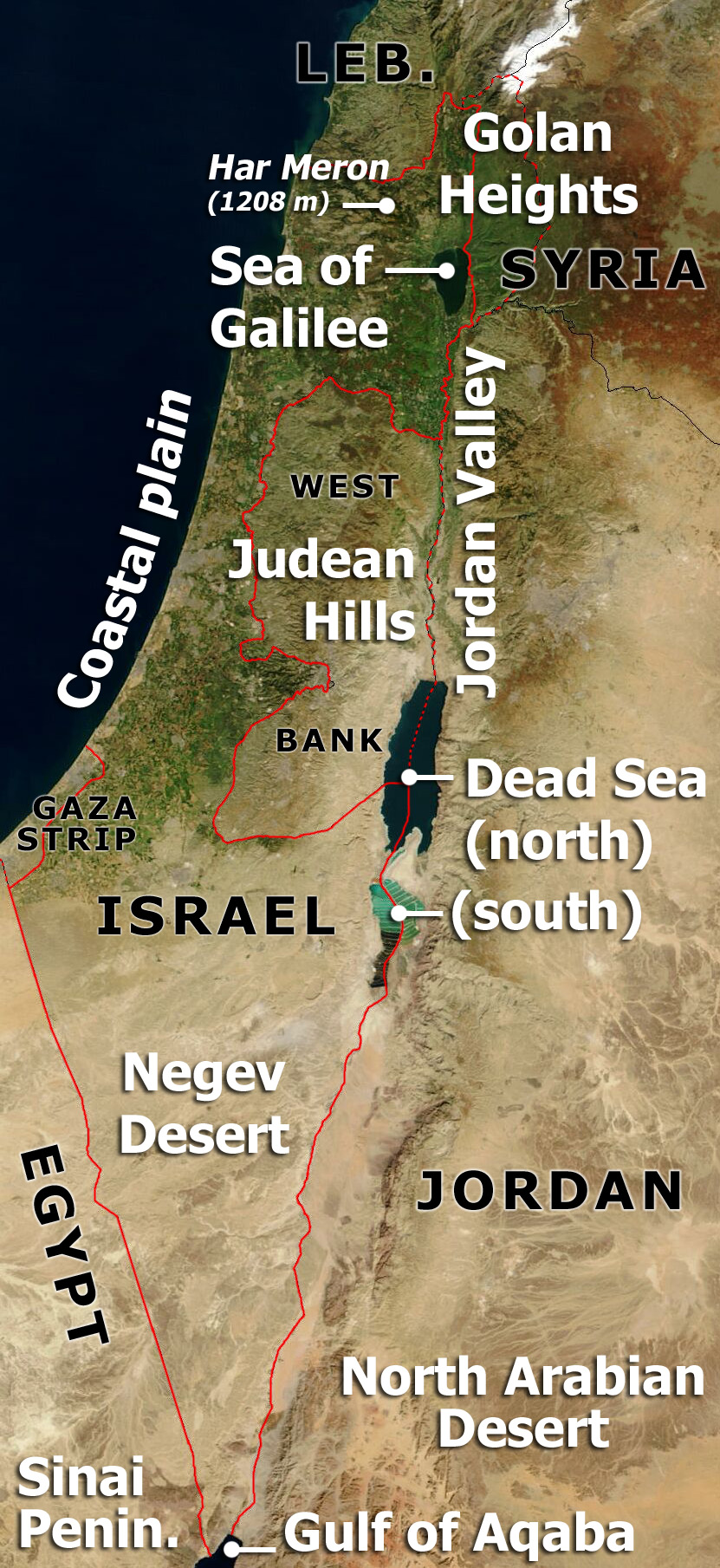
Frontera entre Jordania e Israel.

### Caso deCisjordaniay la "Línea Verde"
Los acuerdos de armisticio árabe-israelí de 1949, firmados después del término de la guerra de 1948, establecieron la independencia de Transjordania y restablecieron la frontera en esta zona tal y como la había determinado en 1922 el mandato británico de Palestina, con un trazado aprobado por la Sociedad de las Naciones en 1923 y convertido en frontera internacional en 1946. Pero el Reino Hachemita de Jordania ocupó y anexó la Ribera Occidental de 1949 a 1967, siguiendo la Línea Verde, que constituía la línea de demarcación del armisticio, separaba la Ribera Occidental del territorio israelí y pasaba por Jerusalén, que fue cortada en dos:
- en Israel: Jerusalén Oeste, que comprende el enclave del monte Scopus;
- en Jordania: Jerusalén Este, con la ciudad vieja.

En 1967, la guerra de los Seis Días dio a los israelíes la oportunidad de invadir completamente la Ribera Occidental. Desde esta fecha, hasta la firma de los acuerdos de Oslo de 1993, el estado hebreo controlaba todos los territorios al oeste del río Jordán. La parte fronteriza del río Jordán y el mar Muerto, situada entre las secciones antes mencionadas (es decir, entre las localidades de Ein Gedi y Beit She'an), se corresponde con el límite oriental de Cisjordania, es decir "a este lado del Jordán". No se solucionó hasta junio de 1988, cuando una reunión de la Liga Árabe otorgó a la OLP el control financiero del apoyo a los palestinos, reconociendo así prácticamente a Yasir Arafat como su portavoz. En respuesta, el rey Hussein renunció a todas las reclamaciones jordanas sobre Cisjordania, permitiendo que la OLP asumiera allí toda la responsabilidad. Amán, como casi todas las capitales árabes, quería que los palestinos ejercieran una gestión exclusiva sobre estos territorios, y esperaban que la Autoridad Nacional Palestina fuera el único interlocutor de posibles discusiones sobre esta parte desde la frontera.
En el siglo XXI, la antigua Línea Verde es un tema muy delicado en las negociaciones entre Israel y los palestinos (especialmente con la Autoridad Palestina), pues los israelíes consideran que la "Gran Jerusalén" (este y oeste) tiene que permanecer unificada desde la aprobación de la "ley de Jerusalén" de 1980, proclamando la ciudad santa como la capital "única e indivisible" del estado judío.
Además, la construcción del muro de Cisjordania desde comienzos de los años 2000 ha hecho que los palestinos teman un cambio unilateral en esta demarcación. De hecho, el recorrido del Muro a veces pasa varios kilómetros en el interior de la Ribera Occidental.

### Caso del Golán
Desde la guerra de los Seis Días, las Fuerzas de Defensa de Israel ocupan los Altos del Golán, tomados a Siria, y que Israel se anexó unilateralmente en 1981. Su límite meridional, que discurre por el Yarmuk y formaba parte de la frontera entre Jordania y Siria, se ha convertido de facto en la frontera israelí-jordana.

### Caso del Valle de Aravá
Poco conocido es el caso de la disputa entre Israel y Jordania por una estrecha área de tierra que se extiende a lo largo del valle de Aravá entre el mar Muerto y el golfo de Áqaba. En las discusiones bilaterales entre Jordania e Israel que llevaron al acuerdo de paz de 1994, Jordania pidió que se le devolviese un territorio de unos 320 km² en Aravá y que se restableciera la frontera que oficialmente existía desde 1922, y que Israel llevaba años empujando hacia el este. Esta frontera de facto nació cuando Israel estableció sus primeros asentamientos en el valle en los años 1950 y empezó a desplazar la frontera para alejarla de los poblados creando un área tampón por motivos de seguridad. Más adelante, los poblados extendieron progresivamente sus cultivos cada vez más hacia el este, con el acuerdo tácito de Jordania o poca resistencia.
El restablecimiento de la frontera original y la devolución de las tierras se resolvieron en el tratado de paz de 1994, con casos específicos como el área cultivada de Al Ghamr que Jordania recuperó en 2019.

### Puestos fronterizos
El acuerdo de paz permitió que se crearan dos pasos fronterizos entre Jordania e Israel:
- el paso de Wadi Araba, renombrado en 2006 «paso Isaac Rabin» en el lado israelí, fue creado en agosto de 1994, durante las negociaciones previas al acuerdo de paz. Fue el primer paso entre Jordania e Israel y el lugar en el que se firmó el tratado.[8]
- el paso del Río Jordán, llamado del Jeque Hussein por los Jordanos, fue abierto en noviembre de 1994. Se sitúa en el puente del mismo nombre, en la carretera entre Irbid, en Jordania, y Beit She'an, en Israel.[9]